# Juba (län)
Juba är ett län (county) i Sydsudan. Det ligger i delstaten Central Equatoria, i den sydöstra delen av landet. Huvudstaden Juba ligger i länet, men sedan 2022 är Luri istället administrativ huvudort.